# 고려 오백나한도
고려 오백나한도(高麗 五百羅漢圖)는 서울특별시 용산구, 국립중앙박물관에 있는 고려시대의 나한도이다. 2016년 1월 7일 대한민국의 보물 제1883호로 지정되었다.

## 개요
고려시대 나한신앙은 특정시기에 국한되지 않고 전 시기에 걸쳐 유행하였으나, 그 신앙의 내용을 불교회화라는 조형언어로 시각화한 것은 몇 폭밖에 남아 전하지 않는다. 현재 국립중앙박물관에는 고려 오백나한도 중 제92 수대장존자(守大藏尊者), 제125 진보장존자(辰寶藏尊者), 제145 희견존자(喜見尊者), 제170 혜군고존자(慧軍高尊者), 제357 의통존자(義通尊者), 제427 원원만존자(願圓滿尊者) 등 6폭을 소장하고 있다. 제92 수대장존자는 두손으로 방광하는 사리병을 받쳐 들고 있으며, 제125 진보장존자는 신통력을 부리는 모습이며, 제145 희견존자는 먼 곳을 바라보며 깊은 사유에 잠긴 모습이며, 제170 혜군고존자는 향완에 향을 피우고 선정에 잠긴 모습이며, 제357 의통존자는 여의를 들고 수행하고 있는 모습이며, 제427 원원만존자는 병향로를 들고 공양하는 모습 등 다양하게 표현되었다. 이와같이 오백나한도는 대체로 야외의 암산으로 배경으로 하여 깊은 산중에서 수행하거나 신통력을 부리는 극적인 모습으로 그려졌다. 이들 오백나한도는 남아 있는 화기분석을 통해 乙未年과 그 다음해인 丙申年에 걸쳐 제작된 것임을 알 수 있는데, 화풍과 도상 등으로 미루어 1235년～1236년에 제작된 것으로 판단되며, 제작의 주관자는 隊正 金義仁으로 확인된다. 크기는 대체로 세로 55～60cm 내외, 가로 35-40cm 내외의 絹本 위에 그려졌으며 입술이나 머리, 의자의 장식 직물, 가사, 지물 등 극히 일부에 제한적으로 채색을 사용하였으나, 전반적으로 수묵을 기본으로 하여 담백한 맛을 준다. 특히 가사의 조와 원형의 두광 등에는 발묵법으로 무한 공간감과 입체감을 표현하였으며, 목깃이나 소매 등 가사장삼 사이로 새하얀 속옷을 드러냄으로써 맵시 있고 세련된 옷차림을 연출하였다. 붓놀림은 활달하고 번잡하지 않은 담백하고 세련된 선묘를 보여준다. 광배와 기물, 가사의 문양 등에는 화려한 금니를 적극 사용한 점은 고려불화의 특징 중 하나로 볼 수 있다. 한편 암석의 표현에서 중앙부를 비워 조광효과를 주는 등 이른바 이곽파 화풍이 가미되어 있어 고려시대 산수화의 경향을 이해하는데도 중요한 자료이다. 모든 작품에서 존자의 차례와 존명을 명시하여 도상의 이해를 돕고 있고, 화기를 통해 제작시기, 발원자, 그리고 발원목적 등을 구체적으로 밝히고 있어 고려시대 불화 연구에 중요한 자료를 제공해 주고 있다.

## 참고 자료
- 고려 오백나한도 - 국가유산청 국가유산포털